# T-S 82 V končinách
T-S 82 s krycím názvem V končinách je izolovaný pěchotní srub těžkého opevnění na Trutnovsku umístěný na levém křídle tvrze Stachelberg. Srub byl vybudován jako součást opevnění Československa proti Německu před 2. světovou válkou.

## Poloha
Srub T-S 82 je 1.580 m severozápadně vzdálen od krajního srubu tvrze Stachelberg (T-St-S 74); jeho východním sousedem je srub T-S 81b Vrchy. Jeho součinnost s tvrzí vyplývá z plánovaného 9 cm minometu, směrovaném k tvrzi, kterým bylo možno palebně pokrýt rozsáhlý prostor mezi srubem a tvrzí ale i prostor tvrze. Nachází se na jihovýchodním svahu Dvorského lesa u červené turistické značky Trutnov – Rýchory a krkonošské cyklotrasy K26B. Stojí v hustém lese v blízkosti rozcestí s Bednářovou cestou.
Jedná se o vůbec nejzápadněji umístěný dokončený objekt československého těžkého opevnění (s výjimkou cvičného objektu CE „Jordán“ v bývalém vojenském újezdě Brdy). Plánovaná linie těžkého opevnění, pokračující na severozápad po hřebenech Rýchor, měla být zadána k výstavbě až roku 1939.

## Výzbroj
Hlavní výzbroj měla být umístěna pod betonem. V horním patře zdvojený těžký kulomet vz. 37 s palebným vějířem směrovaným severozápadně k T-S 83. Směrem jihovýchodním, k tvrzi Stachelberg, měl být osazen další zdvojený těžký kulomet a 4 cm kanón vz. 36 ráže 4,7cm spřažený s těžkým kulometem. V dolním patře, s palebným vějířem k tvrzi Stachelbeg měl být umístěn 9 cm minomet vz. 38. Pro pokrytí bezprostředního okolí tvrze mělo být osazeno celkem 6 lehkých kulometů vz.26, z toho 2 ve zvonech. Vstupní prostor byl navíc jištěn střílnou pro ruční palnou zbraň.

T-S 82
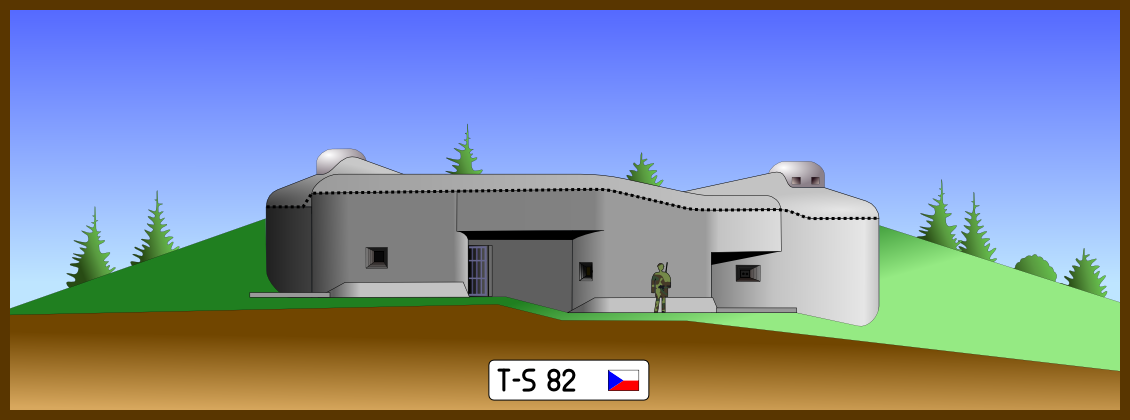
Pěchotní srub T-S 82 V končinách
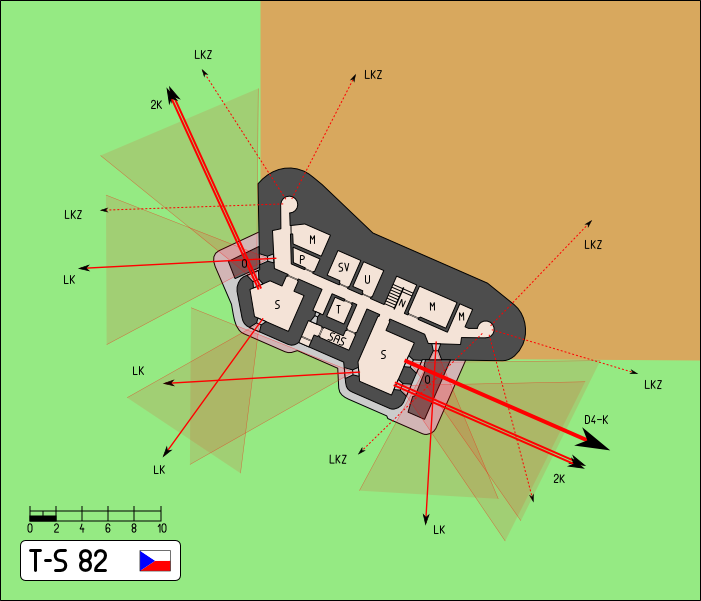
Horní patro srubu LK – lehký kulomet LKZ – l. kulomet zvon D4-K – kanón + t. kulomet 2K – těžký kulomet, dvojče 0 – diamantový příkop S – střílna SAS – přechodová komora M – Munice SV – stanoviště velitele N – nádrže T – telefonní ústředna P – proviant
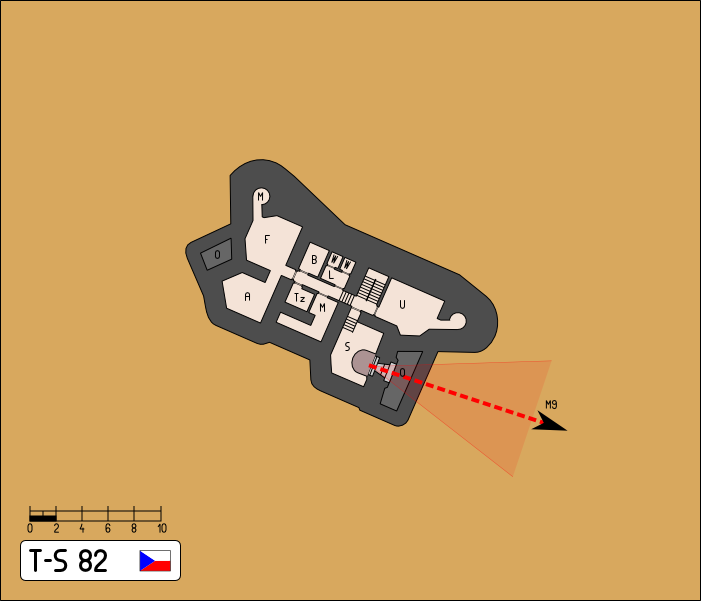
Dolní patro srubu S – střílna minometu M9 – minomet F+A – filtrovna, strojovna L – umyvárna W – záchod U – ubikace B – pohonné hmoty

- Horní patro srubu
LK – lehký kulomet
LKZ – l. kulomet zvon
D4-K – kanón + t. kulomet
2K – těžký kulomet, dvojče
0 – diamantový příkop
S – střílna
SAS – přechodová komora
M – Munice
SV – stanoviště velitele
N – nádrže
T – telefonní ústředna
P – proviant
- Dolní patro srubu
S – střílna minometu
M9 – minomet
F+A – filtrovna, strojovna
L – umyvárna
W – záchod
U – ubikace
B – pohonné hmoty

## Výstavba
K 1. říjnu 1938 byl srub dobudován s betonáží 1.445 m3, byly postaveny vnitřní cihelné příčky, provedeny vnější omítky, osazeny mřížové dveře, protiplynové závěry neosazeny, zvony nebyly dodány, elektroinstalace, vodoinstalace a vzduchotechnika neinstalována, objekt vyzbrojen pouze kulomety, střílny byly později Němci vytrženy, dolní patro bývá zaplaveno vodou. Obvodové překážky provedeny pouze částečně.